# Mydaea micans
Mydaea micans är en tvåvingeart som beskrevs av Ringdahl 1936. Mydaea micans ingår i släktet Mydaea och familjen husflugor. Arten är reproducerande i Sverige. Inga underarter finns listade i Catalogue of Life.